# ブライアン・ファン・ロー
ブライアン・ファン・ロー（Brian van Loo、1975年4月2日 - ）は、オランダ・アルメロ出身の元サッカー選手でありサッカー指導者。ポジションはGK。2014年よりヘラクレス・アルメロにてGKコーチを、2016年からは同クラブのU-21チームにてアシスタントコーチを兼任している。

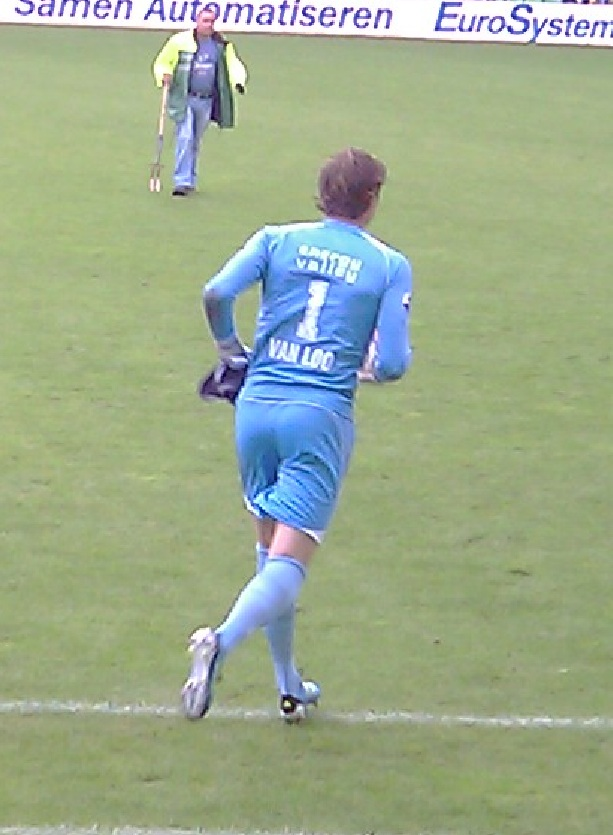
ファン・ロー (2011年)

## クラブ経歴

### ヘラクレス・アルメロ
1999年にヘラクレス・アルメロトップチームデビュー。この地元クラブであるヘラクレス・アルメロで6シーズンを過ごした。2004-05シーズンにはエールステ・ディヴィジ優勝を果たし、キャリア6年目にして初めての1部挑戦となった。しかし、1部の舞台では、ドイツのハンブルガーSVから移籍してきたマーティン・ピーケンハーゲンに第1GKの座を奪われ、控えに甘んじた。

### フローニンゲン
出場機会を求め、2006年にFCフローニンゲンに移籍した。1年目はバス・ロールダの控えだったが、2年目からレギュラーとして活躍した。しかし、3シーズン目からは再び第2GKに据えられ、2011-12シーズンにクラブを退団した。
2012-13シーズン、1シーズンのみヘラクレス・アルメロでプレーし現役を引退した。

## 個人成績
2012-13シーズン終了時点
| クラブ               | シーズン     | リーグ戦               | リーグ戦 | リーグ戦 |
| クラブ               | シーズン     | ディヴィジョン         | 試合     | 得点     |
| -------------------- | ------------ | ---------------------- | -------- | -------- |
| ヘラクレス・アルメロ | 1999-00      | エールステ・ディヴィジ | 32       | 0        |
| ヘラクレス・アルメロ | 2000-01      | エールステ・ディヴィジ | 33       | 0        |
| ヘラクレス・アルメロ | 2001-02      | エールステ・ディヴィジ | 34       | 0        |
| ヘラクレス・アルメロ | 2002-03      | エールステ・ディヴィジ | 34       | 0        |
| ヘラクレス・アルメロ | 2003-04      | エールステ・ディヴィジ | 35       | 0        |
| ヘラクレス・アルメロ | 2005-06      | エールディヴィジ       | 2        | 0        |
| ヘラクレス・アルメロ | クラブ通算   | クラブ通算             | 95       | 0        |
| FCフローニンゲン     | 2006-07      | エールディヴィジ       | 6        | 0        |
| FCフローニンゲン     | 2007-08      | エールディヴィジ       | 34       | 0        |
| FCフローニンゲン     | 2008-09      | エールディヴィジ       | 1        | 0        |
| FCフローニンゲン     | 2009-10      | エールディヴィジ       | 18       | 0        |
| FCフローニンゲン     | 2010-11      | エールディヴィジ       | 4        | 0        |
| FCフローニンゲン     | 2011-12      | エールディヴィジ       | 29       | 0        |
| FCフローニンゲン     | クラブ通算   | クラブ通算             | 76       | 0        |
| ヘラクレス・アルメロ | 2012-13      | エールディヴィジ       | 2        | 0        |
| キャリア通算         | キャリア通算 | キャリア通算           | 193      | 0        |